# Maria Komarova
Pour les articles homonymes, voir Komarova.
Maria Komarova est une curleuse russe née le 24 avril 1998 à Saint-Pétersbourg.

## Biographie
Maria Komarova remporte la médaille de bronze au Championnat du monde mixte de curling 2018 à Kelowna et la médaille d'argent au Championnat du monde double mixte de curling 2018 à Östersund avec Daniil Goriachev. Elle est également médaillée de bronze au tournoi féminin de l'Universiade d'hiver de 2019 à Krasnoïarsk.